# Trude Weiss-Rosmarin
Trude Weiss-Rosmarin (17 de junho de 1908 – 26 de junho de 1989) foi uma escritora, editora, erudita e ativista feminista estadunidense de origem judaico-alemã. Com o seu marido, ela co-fundou a School of the Jewish Woman em Nova Iorque no ano de 1933 e, em 1939, fundou a Jewish Spectator, uma revista trimestral, que ela editou por 50 anos.
Ela foi a autora de 12 livros, incluindo Judaísmo e Cristianismo: as Diferenças (1943), Toward Jewish-Muslim Dialogue (1967) e Freedom and Jewish Women (1977). 

## Início da vida
Weiss-Rosmarin nasceu em Frankfurt, Alemanha, filha de Jacob e Celestine (Mullings) Weiss. Ela frequentou a Universidade de Berlim de 1927 a 1928, e a Universidade de Leipzig (em 1929), antes de obter seu doutoramento em filosofia e arqueologia semitas em 1931, na Universidade de Würzburg com uma tese sobre a história árabe antiga. Enquanto estava na universidade, tornou-se ativa em organizações judaicas e sionistas. Emigrou em 1931 com seu marido, Aaron Rosmarin (nascido em 1904), aos Estados Unidos, onde se estabeleceram em Nova Iorque. O casal divorciou-se em 1951.

## Obras e ensino
Weiss-Rosmarin e seu marido abriram a School of the Jewish Woman em Manhattan, em outubro de 1933 sob os auspícios do Hadassah, a Organização das Mulheres Sionistas da América. A escola, que fechou em 1939, foi inspirado na Lehrhaus de Frankfurt, criada por Franz Rosenzweig e Martin Buber, e teve como objetivo combater o que Weiss-Rosmarin viu como falta de acesso das mulheres pobres à educação. Ela e seu marido ofereciam aulas de Torá, história judaica, hebraico e iídiche.
Fora do meio acadêmico, fundou a Jewish Spectator, que era descrita como uma revista típica de família, com um apelo especial às mulheres. Por meio de seus editoriais, muitas vezes controversos, Weiss-Rosmarin procurou influenciar a comunidade judaica norte-americana, argumentando a favor de mudanças nos direitos familiares judaicos, na coexistência árabe-judaica em Israel, o acesso a uma educação judaica para as mulheres e à igualdade para as mulheres na sinagoga e na vida pública.
Weiss-Rosmarin também escreveu uma coluna regular, «Letters from New York», no London Jewish Chronicle e atuou como co-presidente nacional da educação para a  Zionist Organization of America (Organização Sionista da América) . Lecionou na Universidade de Nova Iorque e na Reconstructionist Rabbinical College, e publicou livros sobre uma variedade de assuntos. Morreu de cancro em 1989.

## Publicações
- Religion of Reason (1936)
- Hebrew Moses: An Answer to Sigmund Freud (1939)
- The Oneg Shabbath Books (1940)
- Highlights of Jewish History (1941)
- Judaism and Christianity: The Differences (1943), este traduzido para a língua portuguesa em 1996 com o nome Judaísmo e Cristianismo: as Diferenças pela Editora Sêfer
- Jewish Survival (1949)
- Jewish Women Through The Ages (1949)
- What Every Jewish Woman Should Know (1949)
- Saadia (1959)
- Toward Jewish-Muslim Dialogue (1967)
- Jewish Expressions on Jesus: An Anthology (1977)
- Freedom and Jewish Women (1977)